# 254 Dywizja Strzelecka (ZSRR)
254 Dywizja Strzelecka (ros. 254-я Черкасская стрелковая дивизия) – związek taktyczny (dywizja) Armii Czerwonej.
Dywizja sformowana 12 lipca 1941 roku w Tule . Brała udział w walkach pod Starą Russą i pod Diemiańskiem, w bitwie nad Dnieprem, wyzwoleniu Ukrainy, w ofensywie jasko-kiszyniowskiej, sandomiersko-śląskiej, dolnośląskiej, berlińskiej i praskiej .
Była jedną z najbardziej odznaczonych radzieckich dywizji II wojny światowej, wyróżniona pięcioma orderami (Lenina, Czerwonego Sztandaru, Suworowa, Kutuzowa i Chmielnickiego), ponadto aż 59 jej żołnierzy otrzymało tytuł Bohatera Związku Radzieckiego (najwięcej spośród wszystkich dywizji). Forsowała Dniepr, Prut, Odrę i Nysę. 14 grudnia 1943 wyzwoliła Czerkasy, za co otrzymała honorowe miano dywizji czerkaskiej.
W 1945 roku razem z 50 Dywizją Strzelecką i 294 Dywizją Strzelecką wchodziła w skład 73 Korpusu Strzeleckiego. W czasie walk na ziemiach polskich 254 DS dowodził gen. mjr Piotr Żiwaliew. Dywizja uczestniczyła m.in. w ofensywie Armii Czerwonej rozpoczętej 12 stycznia 1945 roku, biorąc udział w przełamaniu niemieckich fortyfikacji Stellung a2.
W operacji łużyckiej w 1945 roku 254 DS walczyła w sąsiedztwie polskiej 8 DP, 18 kwietnia zdobyła Weißenberg, a 21 kwietnia Budziszyn. Wojnę zakończyła koło miejscowości Lysá nad Labem w Czechach.